# Prvek množiny
Prvky množiny (také členy nebo elementy množiny) jsou v matematice takové objekty, které jsou obsaženy v dané množině.
Prvkem množiny může být i jiná množina, ale nesmí obsahovat sama sebe jako prvek. Také výraz „množina všech množin“ vede ke sporu – není to množina.

## Příslušnost prvku k množině
Prvky (také elementy) množiny se značí obvykle malými písmeny, např. {\displaystyle a;b;x;y}.
Skutečnost, že určitý prvek {\displaystyle a} patří do množiny {\displaystyle A} zapisujeme symbolem ∈ (stylizované E z latinského označení prvku – elementum; někdy se slovně označuje jako „patří do“): {\displaystyle a\in A}, skutečnost, že {\displaystyle a\in A} lze také vyjádřit tak, že {\displaystyle a} je prvkem {\displaystyle A}, náleží do ní, nebo že množina {\displaystyle A} obsahuje prvek {\displaystyle a}.
Pokud prvek {\displaystyle a} do množiny {\displaystyle A} nepatří, píšeme ∉ (tento symbol se někdy slově označuje jako „nepatří do“): {\textstyle a\notin A}
Prvky každé množiny musí být jednoznačně určeny. Pokud nějaký soubor matematických objektů nesplňuje tuto podmínku, není množinou.
Např. „MĚSTO“ může být množina „jeho domů“; nebo množina „jeho obyvatel“; nebo množina „jeho škol“ atd. (Tyto množiny se nerovnají, mají i různé počty prvků...).

## Vlastnosti prvků
Počet prvků v množině může být konečný nebo nekonečný. Též nemusí obsahovat prvek žádný, poté mluvíme o prázdné množině.
Množina obsahuje neuspořádaný soubor prvků. Nechť jsou dvě množiny A = {1, 2, 3} a B = {3, 2, 1} tak jsou stejné. Na pořadí prvků v množině nezáleží.
Množina obsahuje více stejných prvků (čísel), tak se uvažuje pouze jediný výskyt daného prvku. Dvě množiny A = {1, 1, 2, 2, 2} a B = {2, 1} považujeme za stejné. Nevadí, že množina A obsahuje "více" prvků, protože obsahuje zdvojené či ztrojené prvky.